# نیروی هوایی لبنان
نیروی هوایی لبنان (عربی: القوات الجوية اللبنانية) نیروی هوایی نیروهای مسلح لبنان است، که فعالیت خود را از سال ۱۹۴۹ آغاز کرد.

## تاریخچه
نیروی هوایی لبنان در سال ۱۹۴۹ تحت فرماندهی سرهنگ دوم امیل بوستانی، که بعدها فرمانده ارتش شد، تأسیس گردید. اندکی پس از تأسیس، تعدادی هواپیما توسط دولت‌های بریتانیا، فرانسه و ایتالیا اهدا شد. بریتانیا ۴ فروند پرسیوال پرنتیس و ۲ فروند پرسیوال پروکتر مربوط به جنگ جهانی دوم اهدا کرد، در حالی که ایتالیا ۴ بمب‌افکن ساوویا-مارکتی اس‌ام.۷۹ که عمدتاً برای حمل و نقل استفاده می‌شدند، اهدا کرد. در سال ۱۹۵۳، جنگنده‌های جت با دریافت ۱۶ جت دی هویلند ومپایر معرفی شدند. اولین هواپیمای هاوکر هانتر در سال ۱۹۵۹ وارد شد و پس از آن تا سال ۱۹۷۷ جنگنده‌های دیگری نیز به این نیرو اضافه شدند. در سال ۱۹۶۸، شمار ۱۲ فروند داسو میراژ ۳ از فرانسه تحویل داده شد، اما به دلیل کمبود بودجه در اواخر دهه ۱۹۷۰ زمین‌گیر شدند. در سال ۲۰۰۰، میراژهای زمین‌گیر شده به پاکستان فروخته شدند.
در سال ۲۰۱۸، دولت ایالات متحده شش فروند امبرائر ئی‌ام‌بی ۳۱۴ سوپر توکانو به نیروی هوایی لبنان تحویل داد. در غیاب هواپیماهای جنگنده پیشرفته، نیروی هوایی لبنان در حال حاضر به یک ناوگان بالگرد، یک اسکادران امبرائر ۳۱۴ سوپر توکانو و سه فروند سسنا ۲۰۸ کاروان برای نقش‌های شناسایی و حمله زمینی متکی است.
در اکتبر ۲۰۱۸، شرکت ام‌دی هلیکاپترز دریافت سفارش تحویل شش فروند ام‌دی ۵۰۰ برای نیروی هوایی لبنان را تأیید کرد و تخمین زده می‌شود که تحویل آنها برای سه‌ماهه چهارم سال ۲۰۲۰ برنامه‌ریزی شده باشد.